# Strama
Strama, även skrivet som STRAMA, är ett frivilligt nätverk med syftet att förhindra spridning av antibiotikaresistenta bakterier till och inom Sverige, bildat 1995. Namnet var ursprungligen en akronym för "Strategigruppen för rationell antibiotikaanvändning och minskad antibiotikaresistens". 
År 2017 har Folkhälsomyndigheten en koordinerande funktion och i landstingen eller regionerna finns lokala grupper inom nätverket Strama "Samverkan mot antibiotikaresistens". Därutöver finns ett par yrkesgrupper med särskilt utformade stramaverksamheter.

## Historik
År 1994 tillsatte Peet Tüll, medicinalråd på Socialstyrelsens smittskyddsenhet en mindre grupp med uppdrag att gå genom kunskapsläget för att få en uppfattning om vad som kunde göras omedelbart och på längre sikt för att motverka utveckling av antibiotikaresistens hos bakterier. Ett utbrott i Skåne orsakat av pneumokocker med nedsatt känslighet mot vanligt penicillin föranledde samarbete med professor Otto Cars, som då var ordförande i expertgruppen RAF (Referensgruppen för antibiotikafrågor) och Läkemedelsverket. Man drog upp riktlinjer för ett nytt slags nätverk i Sverige med utgångspunkt i smittskyddsläkarorganisationen. Nätverkets första arbetsnamn blev SNAPS – Swedish national antibiotic policy system, som snart ändrades till STRAMA.
En nationell ledningsgrupp bildades och STRAMA-konceptet riktades till landets smittskyddsläkare, som samtliga inom ett år bildade minst en STRAMA-grupp inom sitt respektive landsting. Efterhand har tillkommit andra nätverksgrupper som för infektionsläkare, tandläkare och veterinärer, volka är involverade i antibiotika- och antibiotikabehandlingsfrågor.
Åren 2000-2006 finansierades Strama med Dagmarmedel och från 2006 erhöll Strama en instruktion av regeringen och permanent finansiering. Dess syfte och uppgifter formulerades i Smittskyddsinstitutets instruktion. Det angavs att: "Strama är ett samverkansorgan med syfte att verka för sektorsövergripande samordning av frågor som rör förutsättningar att bevara möjligheten att effektivt använda antibiotika vid bakteriella infektioner hos människor och djur samt att ta initiativ till åtgärder som i första hand rör människors hälsa."
Den 1 juli 2010 överfördes det tidigare nationella Stramas regeringsuppdrag till Smittskyddsinstitutet, numer ingående i Folkhälsomyndigheten. Ett Stramaråd instiftades vid Smittskyddsinstitutet och det fördes in under Enheten för antibiotika och vårdhygien. Den tidigare ledningsgruppen övergick i Stramarådet, ett rådgivande organ vars ledamöter utsågs av myndigheten med uppgift att bistå den i:
1. frågor som rör antibiotikaanvändning och minskad antibiotikaresistens
2. arbetet med att främja ett tvärsektoriellt och lokalt förankrat arbetssätt där berörda myndigheter, landsting, kommuner och ideella organisationer ingår

Landets Stramagrupper bildade 2011 som följd av förändringarna på nationell nivå den frivilliga sammanslutningen Stramanätverket. Hemsidan www.strama.se drivs vidare men bristen på reguljära resurser har medfört att verksamheten inte har kunnat fungera på samma höga nivå som tidigare

## Strama från och med 2016

### Regeringsbeslut
Regeringen beslutade i april 2016 om en ny och uppdaterad strategi i arbetet att förhindra utveckling av antibiotikaresistens. Den största förändringen i gentemot den tidigare från år 2005 är ett tydligt internationellt perspektiv, där Sverige redan idag spelar en viktig roll i det internationella arbetet på området.
Den nya strategin har sju målområden:
1. Ökad kunskap genom stärkt övervakning
2. Fortsatt starka förebyggande åtgärder
3. Ansvarsfull användning av antibiotika
4. Ökad kunskap för att kunna förebygga och bekämpa bakterieinfektioner och antibiotikaresistens med nya metoder
5. Ökad kunskap i samhället om antibiotikaresistens och motåtgärder
6. Stödjande strukturer och system
7. Ledarskap inom EU och internationellt arbete

### Samverkansparter
Folkhälsomyndighetens samverkansgrupp för Stramaarbete är partssammansatt med representanter från olika samhällsaktörer med betydelse för arbetet mot antibiotikaresistens. Det är det rådgivande organet för Folkhälsomyndighetens nationella ledningsarbete.
Stramanätverket har som övergripande syfte att verka för en rationell antibiotikabehandling och mot ökad antibiotikaresistens. En viktig del i detta är att underlätta ett snabbt utbyte av idéer och arbetsmodeller mellan Stramagrupperna i landet.
Lokala Stramagrupper finns en eller flera inom samtliga landsting eller regioner och leder arbetet inom respektive område. De lokala Stramagrupperna har något olika sammansättning utifrån de lokala behoven. Organisatoriskt är de starkt knutna till respektive smittskyddsläkarmyndighet och har ofta smittskyddsläkaren eller en biträdande smittskyddsläkare som ordförande. Utöver direkt sjukvårdspersonal är apotekare involverade i de lokala Stramagrupperna.
Tandvårdsstrama och Strama VL (Strama Veterinär och Livsmedel) ingår i nätverket men är inte avgränsade till sjukvårdsområden utan verkar övergripande nationellt inom respektive yrkeskategori.

### Verksamhet
Samtliga parter verkar gemensamt eller enskilt inom sitt ansvarsområde i samarbete med andra verksamma inom områden med antibiotikabehandling.
Underlag för utformning av arbetet mot antibiotikaresistens grundas på statistik från olika källor. Uppgifter från de olika källorna bearbetas inom de olika stramaverksamheterna och används vid information och arbete med behandlingsrekommendationer.
Information sker riktad såväl inom vård och omsorg som till andra samhällsfunktioner, media och allmänhet. Inom vård och omsorg inklusive tandvård och djurhållning pågår också ett fortlöpande arbete med behandlingsrekommendationer och även direkta anvisningar.
Under senare år har riskerna med bakteriell resistens som orsakas i miljön framför allt på grund av utsläpp av vatten som innehåller bland annat antibiotika eller besläktade ämnen. Detta engagerar i ökande grad Strama VL men även andra sektorer i samhället som länsstyrelser och kommunernas miljömyndigheter.